# Oncideres tuberculata
Oncideres tuberculata är en skalbaggsart som beskrevs av Thomson 1868. Oncideres tuberculata ingår i släktet Oncideres och familjen långhorningar.
Artens utbredningsområde är Guyana. Inga underarter finns listade i Catalogue of Life.